# Richard Rorty
Richard McKay Rorty (ur. 4 października 1931 w Nowym Jorku, zm. 8 czerwca 2007 w Stanford) – amerykański filozof, przedstawiciel neopragmatyzmu (w tradycji Johna Deweya, którego uważał za swojego mistrza), profesor filozofii i literaturoznawstwa porównawczego Uniwersytetu Stanforda, członek American Philosophical Association (prezes Eastern Division w 1979), American Academy of Arts and Sciences oraz American Philosophical Society.

## Najważniejsze kwestie filozoficzne
Z rezerwą odnosił się do tradycyjnych kategorii prawdy, wiedzy i obiektywności. Istotnym terminem u Rorty’ego jest „przygodność”. Odnosi się ona do takich kwestii, jak język, jaźń, czy społeczeństwo liberalne. Pojęcie „przygodności” ma wskazywać na indywidualność, różnorodność, brak możliwości stworzenia jednej metafizyki, która obejmowałaby wszystko. Na gruncie tego terminu Rorty tworzy koncepcję „liberalnej ironistki”, czyli kogoś, kto stawia czoło przygodności, w szczególności tej zawartej we własnych przekonaniach. „Liberalna ironistka” jest historyczką i nominalistką, dzięki czemu może porzucić wszelkie metafizyczne próby odniesienia się, za pomocą języka, do istoty rzeczy. Z przekonaniem tym wiąże się koncepcja tworzenia własnego metaforycznego języka. Taki pogląd wymusza podejście liberalne – każdy może używać języka, jakiego chce. „Liberalna ironistka” ma dystans do swej wizji świata, która jest tylko jedną z wielu możliwych. Posiada świadomość, że niekoniecznie jest bliżej rzeczywistości niż inne.
Problemami pragmatyzmu zajął się Rorty analizując wcześniejszych twórców tej teorii, między innymi Charlesa Peirce’a, Johna Deweya i Hilarego Putnama. Jego idee głównie nawiązywały do wyzbycia się metafizyki z filozofii i stworzenia liberalnego społeczeństwa, gdzie każdy mógłby rozwijać własne intelektualne zdolności. To wiąże się z kwestią humanitarnej polityki.
W polityce był autorytetem dla umiarkowanej lewicy amerykańskiej i jako przeciwnik prawicy religijnej krytykował interwencje USA w Iraku i Wietnamie. Dobrobyt Zachodu po II wojnie światowej uznawał za najlepszy okres w dziejach.

### Najważniejsze książki
- Whitehead’s Use of the Concept of Potentiality, praca magisterska
- The Linguistic Turn (red.), University of Chicago Press, Chicago 1967
- Philosophy and the Mirror of Nature, Princeton University Press, Princeton 1979

Filozofia a zwierciadło natury, tł. M. Szczubiałka, Fundacja Aletheia – Wydawnictwo Spacja, Warszawa 1994
- Consequences of Pragmatism, University of Minnesota Press, Minneapolis 1982

Konsekwencje pragmatyzmu, tł. Cz. Karkowski, Wydawnictwo IFiS PAN, Warszawa 1998
- Contingency, Irony, and Solidarity, Cambridge University Press, Cambridge 1989

Przygodność, ironia i solidarność, tł. W. J. Popowski, Wydawnictwo Spacja, Warszawa 1996
- Objectivity, Relativism, and Truth: Philosophical Papers I, Cambridge University Press, Cambridge l991

Obiektywność, relatywizm i prawda, tł. J. Margański, Fundacja Aletheia, Warszawa 1999
- Essays on Heidegger and Others: Philosophical Papers II, Cambridge University Press, Cambridge l99l
- Truth, Politics and ‘Post-Modernism’, van Gorcum, Assen 1997
- Achieving Our Country: leftist thought in twentieth century America, Harvard University Press, Cambridge (MA) 1998
- Truth and Progress: Philosophical Papers III, Cambridge University Press, Cambridge 1998
- Philosophy and Social Hope, Penguin, New York 2000
- The Future of Religion with Gianni Vattimo Ed. Santiago Zabala. Columbia: Columbia University Press, 2005

Przyszłość religii, tł. Sławomir Królak, Wydawnictwo Uniwersytetu Jagiellońskiego, Kraków 2010
- Philosophy as Cultural Politics: Philosophical Papers IV, wydanie planowane na 2007

### Artykuły dostępne w języku polskim
- Dekonstrukcja, [w:] T. Komendziński, A. Szahaj (red.), Filozofia amerykańska dziś, Wydawnictwo UMK, Toruń 1999
- Etyka bez zasad (rozdział z Philosophy and Social Hope), „Odra” nr 9/2006.
- Etyka zasad a etyka wrażliwości, przeł. Daria Abriszewska, Teksty Drugie 2002 nr 1/2.
- Filozofia i przyszłość, „Przegląd Filozoficzny” nr 1/1996
- Filozofia jako nauka, jako metafora i jako polityka, [w:] A. Szahaj (red.), Między pragmatyzmem a postmodernizmem: wokół filozofii Richarda Rorty’ego, Wydawnictwo UMK, Toruń 1995
- Filozofia jako rodzaj pisarstwa: esej o Derridzie, [w:] S. Czerniak, A. Szahaj (red.), Postmodernizm a filozofia, Wydawnictwo IFiS PAN, Warszawa 1996
- Habermas i Lyotard o postmodernizmie, „Colloquia Communia” nr 4-5/1986
- Heidegger, Kundera, Dickens tł. M. Kwiek, [w:] A. Szahaj (red.), Między pragmatyzmem a postmodernizmem: wokół filozofii Richarda Rorty’ego, Wydawnictwo UMK, Toruń 1995
- Intelektualiści u kresu socjalizmu, [w:] J. Brzeziński, L. Witkowski (red.), Edukacja wobec zmiany społecznej, Edytor, Poznań-Toruń, 1994
- Kariera pragmatysty, [w:] Ch. Brooke-Rose, J. Culler, U. Eco, R. Rorty, Interpretacja i Nadinterpretacja, Znak, Kraków 1996
- Moralna tożsamość a prywatna autonomia: przypadek Foucaulta, „Etyka” nr (26)/1993
- Nauka jako solidarność, tł. A. Chmielecki, „Literatura na Świecie” nr 5(238)/1991
- Niezdeterminowanie przekładu i prawdy, [w:] B. Stanosz (red.), Filozofia języka, Warszawa 1993.
- Pierwszeństwo demokracji wobec filozofii, tł. P. Dehnel, „Odra” nr 7-8/1992
- Postmodernistyczny liberalizm mieszczański, [w:] R. Nycz (red.), Postmodernizm: antologia przekładów, Wydawnictwo Baran i Suszczyński, Kraków 1997
- Pragmatyzm, [w:] T. Komendziński, A. Szahaj (red.), Filozofia amerykańska dziś, Wydawnictwo UMK, Toruń 1999
- Przygodność języka, [w:] S. Czerniak, A. Szahaj (red.),Postmodernizm a filozofia, Wydawnictwo IFiS PAN, Warszawa 1996
- Putnam a groźba relatywizmu, [w:] A. Szahaj (red.), Między pragmatyzmem a postmodernizmem: wokół filozofii Richarda Rorty’ego, Wydawnictwo UMK, Toruń 1995
- Racjonalność i różnica w kulturze: ujęcie pragmatyczne, tł. L. Witkowski, „Kultura Współczesna” nr 1/1993
- Relatywizm: odnajdywanie i tworzenie, [w:] J. Niżnik (red.), Habermas, Rorty, Kołakowski: stan filozofii współczesnej, Wydawnictwo IFiS PAN, Warszawa 1996
- Trocki i dzikie storczyki, „Teksty Drugie” nr 4/1994
- Wiara religijna, odpowiedzialność intelektualna, romantyczność, [w:] T. Buksiński (red.), Wspólnotowość wobec wyzwań liberalizmu, Wydawnictwo IF UAM, Poznań 1995
- Wychowanie bez dogmatu, „Ameryka” nr (236)/1990
- Wittgenstein i zwrot lingwistyczny, „Homo Communicativus” nr 1(2)/2007

### Literatura przedmiotu
- H. Buczyńska-Garewicz, Pragmatyzm Peirce’a, Rorty’ego i Putnama, [w:] T. Komendziński, A. Szahaj (red.), Filozofia amerykańska dziś, Wydawnictwo UMK, Toruń 1999.
- M. Chwaniok,Świat i człowiek ponowoczesny – odpowiedź filozofii. Myśl Baumana i Rorty’ego
- A. Szahaj, Ironia i miłość. Neopragmatyzm Richarda Rorty’ego w kontekście sporu o postmodernizm, Lepoldinum, Wrocław 1996.
- A. Szahaj (red.), Między pragmatyzmem a postmodernizmem: wokół filozofii Richarda Rorty’ego, Wydawnictwo UMK, Toruń 1995.
- M. Żardecka-Nowak,„Wspólnota i ironia” (Richard Rorty i jego wizja społeczeństwa liberalnego), KUL, Lublin 2003.
- J. Kmita, Jak słowa łączą się ze światem. Studium krytyczne neopragmatyzmu, Wydawnictwo Instytutu Filozofii UAM, Poznań, wydanie I: 1995, wydanie II (poprawione): 1998.
- K. P. Skowroński, Values, Valuations, and Axiological Norms in Richard Rorty’s Neopragmatism, 2015
- R. Auxier, E. Kramer, K.P. Skowroński, Rorty and Beyond, 2019